# San Felice a Cancello
San Felice a Cancello to gmina we Włoszech, w regionie Kampania, w prowincji Caserta. Dzieli się na frazioni San Felice, Cancello, Cave, San Marco, Trotti, Casazenca, Talanico, Piedarienzo, Caianiello, Ponti Rossi, Grotticella, Vigliotti, Botteghino i Polvica.
Według danych na rok 2004 gminę zamieszkiwały 16 694 osoby, 642,1 os./km².